# تصوير بعد الموت

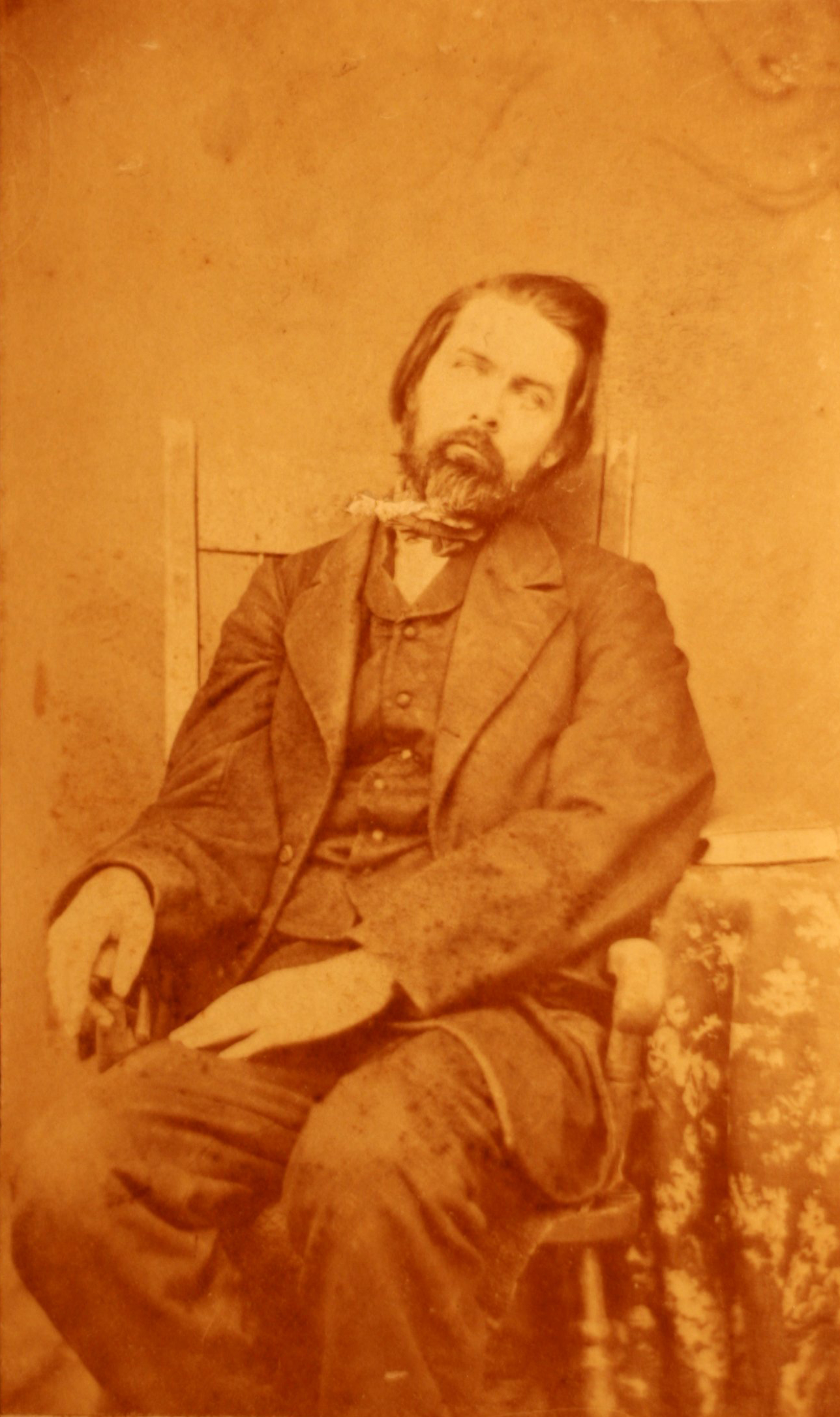
رجل ميت في وضعية التصوير.

تصوير الموتى أو التصوير بعد الموت هي عادة تعود للعصر الفيكتوري 1839 للميلاد واستمرت لزمن في أعقاب القرن التاسع عشر، حيث يقوم الناس بتصوير الموتى بعد وفاتهم، من أجل الذكرى وهي عادةً كانت شائعة في القرن التاسع عشر، ويقوم الأهالي بالتصوير مع الأموات ممن توفي له طفل وأراد أن يحتفظ بذكرى له معه أو زوجة أو أم. فكان المصور يأتي للمنزل ويحاول أن يأخذ صورا للميت وكأنه حي على قدر الإمكان بإلباسه ملابسه وفتح عينه وعمل حركات بيده .
وقد كان تصوير الموتى يتم بمصاحبة الحاضرين في الجنازة، حيث كان البعض يتم تصويره داخل كفنه، وقد كان هذا الأسلوب شائعاً في أوروبا ومعروف بعض الشيء في الولايات المتحدة، وأحياناً كان يتم تصوير الموتى وهم يرتدون أفضل ملابس لديهم ويجلسون في وضعيات طبيعية للأحياء إلى جانب أفراد الأسرة أو كأنهم في نوم عميق.
وأحياناً كان يتم جعل العين مفتوحة ليبدو مستيقظين أو رسم العين على الأجفان لإعطاء نفس التأثير، وخلال الصور الأولى كان يتم إظهار الخدود كأنها موردة. وقد اختفت ظاهرة تصوير الموتى مع أوائل القرن الـ20 مع تطوير صناعة التصوير وأصبحت اللقطات الفوتوغرافية شائعة.
كان العصر الفيكتوري قد ترك مجموعة ضخمة من الصور للموتى تظهر الطريقة المخيفة التي كانت تتبع لتذكر الموتى في أواخر القرن التاسع عشر، وساهم ابتكار ألواح فضة باستخدام هذه الطريقة في التصوير في أثناء المراحل الأولى من فكرة التصوير. وتميز التصوير الضوئي بكونه أرخص وأسرع من استئجار فنان لرسم لوحة زيتية للشخص المتوفي، كما أنه ساهم في تمكين الطبقة المتوسطة من تحمل تكلفة الحصول على صور شخصية للأشخاص المتوفين بالعائلة.

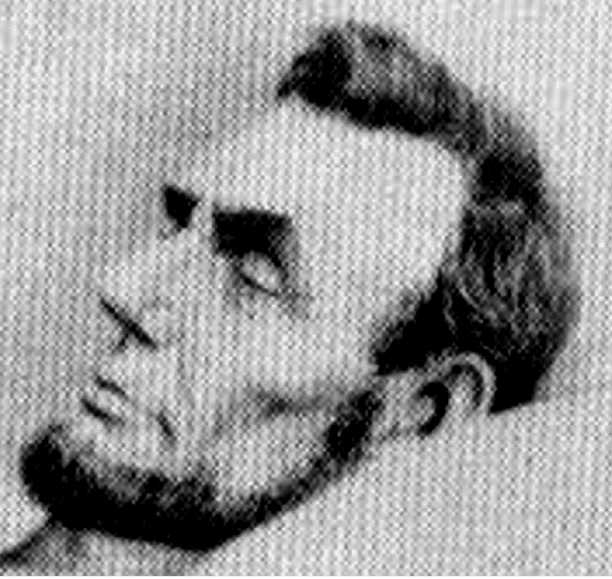
الرئيس الأمريكي ابراهام لينكون بعد وفاته

أحياناً يكون تصوير الموتى لأغراض أخرى غير التذكار، حيث يتم تصوير الجثث أو الحيوانات الميتة والهدف من هذا التصوير هو متابعة عملية التحلل التي تحدث علي الجثة خلال عدة أشهر. ويتم التصوير بهذه الطريقة عن طريق كاميرا تلتقط صورة للجثة كل فترة معينة (ساعة مثلاً) علي مدى عدة أشهر ثم يتم جمع الصور الملتقطة وتَحرر في فيلم. وسيظهر هذا الفيلم عملية تحلل الجثة بصورة مسرعة.